# Гринёв, Леонид Владимирович
Леонид Владимирович Гринёв (2 июля 1889 — 13 августа 1959) — российский фехтовальщик. Участник летних Олимпийских игр 1912 года.

## Биография
Леонид Гринёв родился 2 июля 1889 года.
В 1909 году окончил Павловское военное училище в Санкт-Петербурге, в 1908 году был в звании подпоручика. 
После выпуска служил в Зегржской крепостной артиллерии, по состоянию на 1910 год был подпоручиком 1-го крепостного артиллерийского батальона. В дальнейшем был поручиком Новогеоргиевской крепостной артиллерии.
В 1912 году вошёл в состав сборной России на летних Олимпийских играх в Стокгольме. В личном турнире рапиристов занял в группе 1/8 финала 5-е место, победив Гуннара Бёса из Швеции и уступив Фернандо Каваллини из Италии, Роберу Энне из Бельгии, Эмилю Шёну из Германии и Джорджу Бриду из США.
Участвовал в Первой мировой войне. 20 августа 1915 года попал в немецкий плен.
Был штабс-капитаном артиллерии.
Впоследствии эмигрировал во Францию.
Умер 13 августа 1959 года. Похоронен на кладбище Сент-Женевьев-де-Буа в Париже.
Награждён орденом Святого Станислава 3-й степени (3 июня 1916).